# Lee Calhoun
Lee Quincy Calhoun (Laurel, 23 februari 1933 – Erie, 22 juni 1989) was een Amerikaanse hordeloper, die gespecialiseerd was in de 110 m horden. Hij was de eerste atleet die op de 110 m horden twee achtereenvolgende malen olympisch kampioen werd. Tussen 1960 en 1967 had hij met 13,2 s het wereldrecord in deze discipline in handen, een tijd waarmee men ook in de 21e eeuw nog tot de top behoort.

## Biografie

### Eerste titels
Calhoun studeerde aan de North Carolina Central University en won tweemaal de NCAA-kampioenschappen op de 120 yd horden (1956, 1957). Ook won hij de Amerikaanse titel op de 110 m horden in 1956, 1957 en 1959 en de 120 yd horden in 1957.

### Olympisch kampioen
Op de Olympische Spelen van 1956 in Melbourne verbeterde Calhoun onverwachts zijn persoonlijk record op de 110 m horden met bijna een seconde naar 13,70. Hij versloeg hiermee zijn landgenoten Jack Davis (zilver; 13,73) en Joel Shankle (brons; 14,25) in wat in die tijd werd beschouwd als een van de grootste races ooit. Zonder tegenwind zou waarschijnlijk het wereldrecord verbroken zijn.

### Schorsing en comeback
In 1957 trouwde Calhoun tijdens de "Bride and Groom" televisieshow, waarin zijn vrouw voor 2500 dollar aan goederen won en een zwembad ter waarde van 6000 dollar. Hoewel de Calhouns het zwembad later aan een jongensclub schonken, werd dit door de AAU gezien als een overtreding van de amateurbepalingen en werd Calhoun geschorst, waardoor hij het seizoen 1958 miste. In 1959 keerde hij evenwel terug in competitie en won hij zijn derde nationale titel op de 110 m horden en zilver op de Pan-Amerikaanse Spelen.

### Prolongatie olympische titel
Vier jaar later kwalificeerde hij zich achter Hayes Jones voor de Olympische Spelen van 1960. Op 21 augustus 1960 verbeterde Calhoun bij een trainingsloop in Bern het wereldrecord naar 13,2. Op de Spelen van Rome prolongeerde hij zijn olympische titel. Ditmaal was hij met een tijd van 13,98 zijn landgenoten Willie May (zilver; 13,99) en Hayes Jones (brons; 14,17) te snel af. Zijn winstmarge was op de streep echter nog kleiner dan bij zijn eerste olympische overwinning.

### Atletiektrainer
Nadat hij gestopt was met topsport werd Calhoun achtereenvolgens atletiektrainer van de Grambling State University, Yale-universiteit en Western Illinois University. In 1976 was hij assistent olympisch coach.
Lee Calhoun stierf op 56-jarige leeftijd in Erie. Naar hem is de Lee Calhoun High School Invitational vernoemd, een loop die jaarlijks door de North Carolina Central wordt gehouden.

## Titels
- Olympisch kampioen 110 m horden - 1956, 1960
- Amerikaans kampioen 110 m horden - 1956, 1957, 1959
- Amerikaans indoorkampioen 60 m horden - 1956, 1957
- NCAA-kampioen 110 m horden - 1962, 1963

## Persoonlijk record
| Onderdeel    | Prestatie      | Datum            | Plaats |
| ------------ | -------------- | ---------------- | ------ |
| 110 m horden | 13,2 s (ex-WR) | 21 augustus 1960 | Bern   |

## Palmares

### 110 m horden
- 1956:  OS - 13,70 s
- 1959:  Pan-Amerikaanse Spelen - 13,7 s (wind)
- 1960:  OS - 13,98 s

1896: Tom Curtis ·
1900: Alvin Kraenzlein ·
1904: Frederick Schule ·
1908: Forrest Smithson ·
1912: Fred Kelly ·
1920: Earl Thomson ·
1924: Daniel Kinsey ·
1928: Sydney Atkinson ·
1932: George Saling ·
1936: Forrest Towns ·
1948: William Porter ·
1952: Harrison Dillard ·
1956: Lee Calhoun ·
1960: Lee Calhoun ·
1964: Hayes Jones ·
1968: Willie Davenport ·
1972: Rod Milburn ·
1976: Guy Drut ·
1980: Thomas Munkelt ·
1984: Roger Kingdom ·
1988: Roger Kingdom ·
1992: Mark McKoy ·
1996: Allen Johnson ·
2000: Anier García ·
2004: Liu Xiang ·
2008: Dayron Robles ·
2012: Aries Merritt ·
2016: Omar McLeod ·
2020: Hansle Parchment ·
2024: Grant Holloway